# ECW Championship

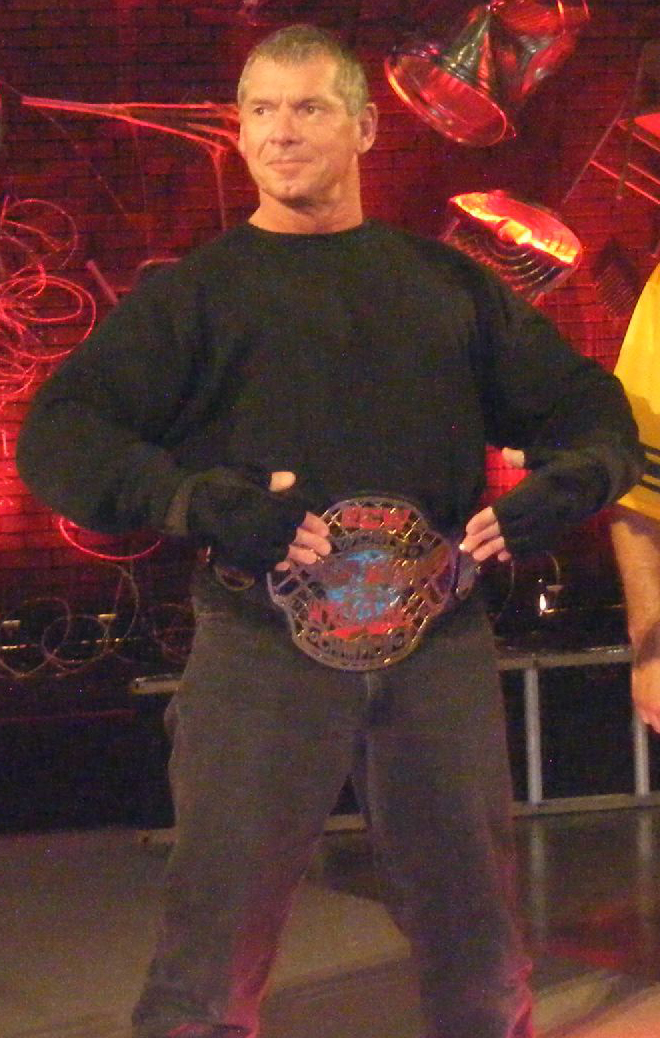
Vince McMcMahon cu titlul ECW

Extreme Championship Wrestling (ECW) World Championship a fost titlul suprem de campion din divizia ECW a World Wrestling Entertainment. Titlul a fost dezactivat în 2001, când ECW a încetat. ECW a fost apoi achiziționat de WWE doi ani mai târziu, în vara lui 2003. În 2006, WWE a reactivat centura ca titlul mondial al noului lor brand ECW. A fost al treilea campionat mondial activ concomitent în promovare, completând centura WWE și centura Mondial de Greutate ale celorlalte două mărci, Raw și SmackDown. centura ECW a apărut pentru scurt timp ca unicul titlu mondial al mărcii Raw în 2008, ca urmare a draftului din acel an. Când WWE a desființat marca ECW în 2010, centura a fost ulterior retras cu Ezekiel Jackson ca deținător final al titlului. 

## Istorie

### Origine
ECW World Heavyweight Championship a fost introdus inițial în 1992 sub numele de NWA-ECW Heavyweight Championship, Jimmy Snuka devenind campion inaugural pe 25 aprilie. Cu toate acestea, originea sa este atribuită evenimentelor care au început în National Wrestling Alliance (NWA), o organizație cu multe promoții ale membrilor. centura mondial ECW a fost introdus inițial în 1992 ca si centura Mondial NWA-ECW, Jimmy Snuka devenind campion inaugural pe 25 aprilie. Cu toate acestea, originea sa este atribuită evenimentelor care au început în Alianța Națională de Lupte (NWA) , o organizație cu multe promoții membre. La începutul anilor 1990, Eastern Championship Wrestling (ECW) a fost membru al NWA, iar până în 1994, centura Mondial NWA , titlul mondial al NWA, era vacant. În consecință, a fost organizat un turneu pentru a încorona un nou campion mondial NWA, iar pe 27 august, campionul  NWA-ECW Shane Douglas l-a învins pe 2 Cold Scorpio în finală pentru a câștiga titlul. Cu toate acestea, Douglas a renunțat imediat la centura mondial  NWA și, în schimb, sa autoproclamat noul campion mondial ECW. ECW s-a separat ulterior de NWA și a devenit Extreme Championship Wrestling (ECW). A fost astfel stabilit centura Mondial ECW, desprins din titlul NWA. A rămas activ până la 11 aprilie 2001, când ECW s-a închis și World Wrestling Entertainment și i-a cumparat. Campionul final, Rhyno, a câștigat centura mondial NWA în 2005.

### Revenire
Până în 2005, WWE a început să reintroducă ECW prin conținut din biblioteca video ECW și o serie de cărți, care au inclus lansarea documentarului The Rise and Fall of ECW. Cu un interes sporit și întinerit pentru franciza ECW, WWE a organizat ECW One Night Stand pe 12 iunie, un eveniment de reuniune care a prezentat absolvenți ECW. Datorită succesului financiar și critic al producției, WWE a produs cel de-al doilea ECW One Night Stand pe 11 iunie 2006, care a servit ca eveniment de premieră în relansarea francizei ECW ca al treilea brand WWE, complementar Raw și SmackDown. Pe 13 iunie, Paul Heyman, fostul proprietar al ECW și proaspăt desemnat figura de profie pentru marca ECW, a recomandat ECW World Heavyweight Championship pentru a fi titlul mondial al mărcii și l-a acordat lui Rob Van Dam ca urmare a câștigării centurii WWE la One Night Stand. 2006. Heyman declarase inițial că fie centura WWE, fie centura Mondial ar „deveni” centura mondial ECW dacă un concurent desemnat pentru marca ECW devine campion WWE sau campion mondial  la eveniment. Cu toate acestea, Rob Van Dam a declarat mai târziu că va deține ambele titluri simultan. Titlul a devenit cunoscut sub numele de centura Mondial ECW în iulie 2006, iar mai târziu pur și simplu ca centura ECW în iulie 2007.

## Campioni
| #  | Wrestler        | Dețineri | Dată               | Zile campion | Oraș                       | Eveniment                     | Note | Ref           |
| -- | --------------- | -------- | ------------------ | ------------ | -------------------------- | ----------------------------- | --- | ------------- |
| 1  | Jimmy Snuka     | 1        | 25 aprilie 1992    | 1            | Mount Tabor, Pennsylvania  | Live event                    | L-a învins pe Salvatore Bellomo în finala unui turneu pentru a deveni primul campion. | [ 1 ]         |
| 2  | Johnny Hotbody  | 1        | 26 aprilie 1992    | 79           | Philadelphia, Pennsylvania | Live event                    | |               |
| 3  | Jimmy Snuka     | 2        | 14 iulie 1992      | 78           | Philadelphia, Pennsylvania | Live event                    | | [ 2 ]         |
| 4  | Don Muraco      | 1        | 30 septembrie 1992 | 47           | Philadelphia, Pennsylvania | Live event                    | |               |
| 5  | The Sandman     | 1        | 16 noiembrie 1992  | 138          | Philadelphia, Pennsylvania | Live event                    | |               |
| 6  | Don Muraco      | 2        | 3 aprilie 1993     | 127          | Radnor, Pennsylvania       | Hardcore TV #9                | | [ 3 ]         |
| 7  | Tito Santana    | 1        | 8 august 1993      | 32           | Philadelphia, Pennsylvania | Hardcore TV #20               | |               |
| 8  | Shane Douglas   | 1        | 9 septembrie 1993  | 23           | Roanoke, Virginia          | Hardcore TV #23               | Douglas a câștigat centura din cauza unei pierderi. ECW s-a alăturat lui NWA nouo zile mai târziu. |               |
| 9  | Sabu            | 1        | 2 octombrie 1993   | 85           | Philadelphia, Pennsylvania | NWA Bloodfest                 | |               |
| 10 | Terry Funk      | 1        | 26 decembrie 1993  | 90           | Philadelphia, Pennsylvania | Holiday Hell 1993             | |               |
| 11 | Shane Douglas   | 2        | 26 martie 1994     | 385          | Devon, Pennsylvania        | Ultimate Jeopardy (1994)      | Douglas l-a numărat pe Funk într-un Ultimate Jeopardy match în care au participat, Mr. Hughes, Rocco Rock, Johnny Grunge, Road Warrior Hawk, Kevin Sullivan și The Tazmaniac. Pe 27 august 1994, titlul a fost renumit ca ECW World Heavyweight Championship după ce Douglas a abandonat campionatul NWA World Heavyweight Championship. ECW a lăsat NWA și a fost redenumită Extreme Championship Wrestling. WWE recunoaște acest lucru ca punct de pornire al titlului. | [ 4 ]         |
| 12 | The Sandman     | 2        | 15 aprilie 1995    | 192          | Philadelphia, Pennsylvania | Hostile City Showdown 1995    | |               |
| 13 | Mikey Whipwreck | 1        | 28 octombrie 1995  | 42           | Philadelphia, Pennsylvania | Live event                    | A fost un ladder match. |               |
| 14 | The Sandman     | 3        | 9 decembrie 1995   | 49           | Philadelphia, Pennsylvania | December to Dismember (1995)  | A fost un three way dance în care a participat și Steve Austin. |               |
| 15 | Raven           | 1        | 27 ianuarie 1996   | 252          | Philadelphia, Pennsylvania | Live event                    | |               |
| 16 | The Sandman     | 4        | 5 octombrie 1996   | 63           | Philadelphia, Pennsylvania | Ultimate Jeopardy (1996)      | The Sandman și Tommy Dreamer i-au învins pe Stevie Richards și Brian Lee într-un tag team match. The Sandman a făcut numărătoarea pentru a câștiga centura după ce Raven nu s-a prezentat la show. |               |
| 17 | Raven           | 2        | 7 decembrie 1996   | 127          | Philadelphia, Pennsylvania | Holiday Hell 1996             | A fost un barbed wire match. |               |
| 18 | Terry Funk      | 2        | 13 aprilie 1997    | 118          | Philadelphia, Pennsylvania | Barely Legal                  | |               |
| 19 | Sabu            | 2        | 9 august 1997      | 8            | Philadelphia, Pennsylvania | Born to Be Wired              | A fost un barbed wire match. |               |
| 20 | Shane Douglas   | 3        | 17 august 1997     | 60           | Fort Lauderdale, Florida   | Hardcore Heaven (1997)        | A fost un three way dance în care a participat și Terry Funk. |               |
| 21 | Bam Bam Bigelow | 1        | 16 octombrie 1997  | 45           | New York, New York         | Live event                    | |               |
| 22 | Shane Douglas   | 4        | 30 noiembrie 1997  | 406          | Monaca, Pennsylvania       | November to Remember (1997)   | |               |
| 23 | Taz             | 1        | 10 ianuarie 1999   | 252          | Kissimmee, Florida         | Guilty as Charged (1999)      | | [ 5 ]         |
| 24 | Mike Awesome    | 1        | 19 septembrie 1999 | 89           | Villa Park, Illinois       | Anarchy Rulz (1999)           | A fost un three way dance în care a participat și Masato Tanaka | [ 6 ]         |
| 25 | Masato Tanaka   | 1        | 17 decembrie 1999  | 6            | Nashville, Tennessee       | ECW on TNN                    | |               |
| 26 | Mike Awesome    | 2        | 23 decembrie 1999  | 112          | White Plains, New York     | ECW on TNN                    | |               |
| 27 | Taz             | 2        | 13 aprilie 2000    | 9            | Indianapolis, Indiana      | ECW on TNN                    | Taz semnase cu World Wrestling Federation după înfrângerea sa în meciul pentru titlu cu Mike Awesome pe 19 septembrie 1999. Cu toate acestea, Awesome a semnat neașteptat cu World Championship Wrestling în 2000 fiind campion și amenințând că va duce titlul în WCW TV. Ca rezultat, Paul Heyman și Vince McMahon au aranjat pentru ca Taz să se întoarcă în ECW și să îl învingă pe Awesome pentru campionat.                                                         | [ 7 ]         |
| 28 | Tommy Dreamer   | 1        | 22 aprilie 2000    | <1           | Philadelphia, Pennsylvania | CyberSlam (2000)              | |               |
| 29 | Justin Credible | 1        | 22 aprilie 2000    | 162          | Philadelphia, Pennsylvania | CyberSlam (2000)              | |               |
| 30 | Jerry Lynn      | 1        | 1 octombrie 2000   | 35           | Saint Paul, Minnesota      | Anarchy Rulz (2000)           | | [ 8 ]         |
| 31 | Steve Corino    | 1        | 5 noiembrie 2000   | 63           | Villa Park, Illinois       | November to Remember (2000)   | A fost un Double Jeopardy match în care au participat Justin Credible și The Sandman. | [ 9 ]         |
| 32 | The Sandman     | 5        | 7 ianuarie 2001    | <1           | New York, New York         | Guilty as Charged (2001)      | A fost un Tables, Ladders, Chairs, and Canes match în care a participat și Justin Credible. | [ 10 ]        |
| 33 | Rhyno           | 1        | 7 ianuarie 2001    | 94           | New York, New York         | Guilty as Charged (2001)      | | [ 10 ]        |
| —  | Dezactivată     | —        | 11 aprilie 2001    | —            | N/A                        | N/A                           | ECW a închis pe 4 aprilie 2001, și World Wrestling Entertainment a cumpărat drepturile în 2003. |               |
| 34 | Rob Van Dam     | 1        | 13 iunie 2006      | 21           | Trenton, New Jersey        | ECW                           | Titlul a fost reactivat de WWE pentru brandul ECW. Van Dam a fost numit campion de către Paul Heyman pentru câ a câștigat WWE Championship. | [ 11 ] [ 12 ] |
| 35 | Big Show        | 1        | 4 iulie 2006       | 152          | Philadelphia, Pennsylvania | ECW                           | A fost un Extreme Rules match. | [ 13 ] [ 14 ] |
| 36 | Bobby Lashley   | 1        | 3 decembrie 2006   | 147          | Augusta, Georgia           | December to Dismember (2006)  | A fost un Extreme Elimination Chamber match în care au participat Rob Van Dam, Hardcore Holly, Test, și CM Punk. | [ 15 ] [ 16 ] |
| 37 | Mr. McMahon     | 1        | 29 aprilie 2007    | 35           | Atlanta, Georgia           | Backlash (2007)               | McMahon l-a numărat pe Lashley într-un handicap match, în care au participat și parteneri lui McMahon Shane McMahon și Umaga, pentru a câștiga centura. | [ 17 ] [ 18 ] |
| 38 | Bobby Lashley   | 2        | 3 iunie 2007       | 8            | Jacksonville, Florida      | One Night Stand (2007)        | A fost un Street Fight. | [ 19 ] [ 20 ] |
| —  | Vacantă         | —        | 11 iunie 2007      | —            | Wilkes-Barre, Pennsylvania | Raw                           | centura a devenit vacant după ce Lashley a fost transferat la brandul Raw în urma draftului. | [ 19 ] [ 21 ] |
| 39 | Johnny Nitro    | 1        | 24 iunie 2007      | 69           | Houston, Texas             | Vengeance: Night of Champions | Nitro, care l-a înlocuit pe Chris Benoit din cauza decesului său (necunoscut la acel moment), l-a învins pe CM Punk pentru a câștiga centura vacant. Numele său de ring a fost schimbat numinduse John Morrison în timpul mandatului său în episodul de ECW din 17 iulie 2007. Începând cu luna august 2007, titlul a fost renumit pur și simplu ECW Championship. | [ 23 ] [ 24 ] |
| 40 | CM Punk         | 1        | 1 septembrie 2007  | 143          | Cincinnati, Ohio           | ECW                           | A fost un Last Chance match. | [ 25 ] [ 26 ] |
| 41 | Chavo Guerrero  | 1        | 22 ianuarie 2008   | 68           | Charlottesville, Virginia  | ECW                           | A fost un No Disqualification match. Cu Chavo fiind membru al brandului SmackDown!, titlul urma să fie împărțit într-e SmackDown și ECW. | [ 27 ] [ 28 ] |
| 42 | Kane            | 1        | 30 martie 2008     | 91           | Orlando, Florida           | WrestleMania XXIV             | Kane era membru al brandului SmackDown! când a câștigat titlul, devenind titlul exclusiv a mărci SmackDown!. Titlul a fost înapoiat lui ECW atunci când Kane a fost transferat la ECW douo zile mai târziu. Apoi titlul avea să aparțină exclusiv brandului Raw după ce Kane a fost transferat la Raw pe 23 iunie 2008. Asta îl face pe Kane unicul wrestler în a avea același campionat în trei branduri diferite.                                                       | [ 29 ] [ 30 ] |
| 43 | Mark Henry      | 1        | 29 iunie 2008      | 70           | Dallas, Texas              | Night of Champions (2008)     | A fost un triple threat match în care a participat și wrestlerul din SmackDown Big Show. Titlul avea să aparțină din nou brandului ECW, din cauză că Henry aparținea acestui mărci. | [ 31 ] [ 32 ] |
| 44 | Matt Hardy      | 1        | 7 septembrie 2008  | 127          | Cleveland, Ohio            | Unforgiven (2008)             | A fost un Scramble match în care au participat Finlay, The Miz, și Chavo Guerrero. | [ 33 ] [ 34 ] |
| 45 | Jack Swagger    | 1        | 12 ianuarie 2009   | 104          | Sioux City, Iowa           | ECW                           | | [ 35 ] [ 36 ] |
| 46 | Christian       | 1        | 26 aprilie 2009    | 42           | Providence, Rhode Island   | Backlash (2009)               | | [ 37 ] [ 38 ] |
| 47 | Tommy Dreamer   | 2        | 7 iunie 2009       | 49           | New Orleans, Louisiana     | Extreme Rules (2009)          | This was a triple threat hardcore match also involving Jack Swagger. Becomes the only wrestler to win the title both in the original ECW, and in the WWE sponsored revival. | [ 39 ] [ 40 ] |
| 48 | Christian       | 2        | 26 iulie 2009      | 205          | Philadelphia, Pennsylvania | Night of Champions (2009)     | | [ 41 ] [ 42 ] |
| 49 | Ezekiel Jackson | 1        | 16 februarie 2010  | <1           | Kansas City, Missouri      | ECW                           | A fost un Extreme Rules match. | [ 43 ]        |
| —  | Dezactivată     | —        | 16 februarie 2010  | —            | Kansas City, Missouri      | ECW                           | Titlul a fost dezactivat imediat după ce Jackson a câștigat titlul după ce marca ECW a fost desființată. | [ 44 ]        |